# Victor Ciobanu
Victor Ciobanu, född 7 oktober 1992, är en moldavisk brottare som tävlar i grekisk-romersk stil.

## Karriär
Vid EM 2025 i Bratislava tog Ciobanu brons i 60 kg-klassen efter att ha besegrat georgiske Amiran Shavadze i bronsmatchen.